# Huis Bergh
Huis Bergh is een kasteel en museum in de stad 's-Heerenberg in de gemeente Montferland, in de Nederlandse provincie Gelderland. Huis Bergh was het stamslot van de graven van Bergh. Het Land van den Bergh was vóór 1486 een bannerij en vanaf 1486 (rijks-)graafschap Bergh. Huis Bergh is de grootste waterburcht in Nederland.

## Geschiedenis
De bouwgeschiedenis van het kasteel gaat terug tot het jaar 1250. Delen van het huis dateren uit de 14e, 15e en 17e eeuw. In de beginfase van de Tachtigjarige Oorlog had Huis Bergh veel te lijden van oorlogsgeweld. In 1735 brandde het geheel uit, waarna het tot 1746 door Gerrit Ravenschot uit Zutphen werd herbouwd. Tijdens de Hollandse Zending tussen de jaren 1799 en 1842 was er een seminarie in Huis Bergh gevestigd. Het kasteel en alle bijbehorende bezittingen kwamen in 1912 in eigendom van Jan Herman van Heek, een industrieel uit Enschede met als doel het als monument te behouden.
In 1939 werd een groot deel van het huis voor de tweede keer door brand verwoest. Dankzij de hulp van de plaatselijke bevolking kon veel van de inventaris worden gered. Nog in hetzelfde jaar begon de wederopbouw die reeds in de herfst van 1941 kon worden voltooid. In 1946 bracht Van Heek Huis Bergh onder in de Stichting tot instandhouding der goederen en rechten van het Huis Bergh. Huis Bergh werd de vaste verblijfplaats van de familie Van Heek en bracht hij er zijn kunstverzameling er onder waaronder de collectie F.W. Mengelberg die hij in 1919 had verworven en vele vroeg-Italiaanse werken.
Vanaf 1965 was Huis Bergh met rondleidingen gedeeltelijk te bezichtigen voor publiek. In 1966 trouwde zoon Jan van Heek met Irmela Töwe en bewoonden het kasteel. Vanaf 1988 werd de Italiaanse kamer met haar Italiaanse kunst opengesteld voor publiek.
De collectie wordt naast de Italiaanse kamer geëxposeerd in de Antoniuszaal, en de troonzaal van het kasteel.

## Collectie
De collectie is de grootste particuliere verzameling vroeg-Italiaanse kunst in Nederland met werk van onder anderen Duccio, Biccie di Lorenzo en Niccolò di Segna.
Naast de middeleeuwse schilderkunst, waaronder ook ruim tachtig Nederlandse en Duitse schilderijen, bevat de collectie portretten van Bourgondiërs, Habsburgers, Oranjes en Graven Van den Bergh, die Van Heek aantrof op de zolder van het kasteel. De collectie bestaat verder uit handschriften uit Nederland, Duitsland, Frankrijk en Italië, beeldhouwwerk, munten en penningen en ivoren stukken. Van Heek legde een kunsthistorische bibliotheek aan en het grootste particuliere archief over de Gelderse Historie. Zijn zoon legde een geologische collectie aan van vondsten gedaan in de Achterhoek.
De voormalig directeur van het Rijksmuseum en onder meer kenner van vroeg-Italiaanse kunst Henk van Os is als adviseur aan Huis Bergh verbonden. Henk van Os veranderde in het begin van de 21e eeuw de presentatie van de kunstcollectie. Bezoekers kwamen voorheen vooral naar Huis Bergh voor de romantiek van het ridderschap en om het middeleeuwse kasteel te bezichtigen. De kunst uit Noord- en Zuid- Europa hing door elkaar en was niet goed zichtbaar. Henk van Os heeft deze kunst in aparte ruimten geplaatst. Er is een Italiaanse kamer en de Noord-Europese kunst hangt in de troonzaal. In het trappenhuis heeft hij een galerij met de vijftiende- en zestiende-eeuwse portretten ingericht. Minder interessante kunststukken of vervalsingen zijn naar het depot verhuisd, terwijl belangrijke stukken, zoals een vroeg-zestiende-eeuws houten beeld van Maria op de Maansikkel, een opvallende plaats kregen. Hij voorzag alle kunstwerken van een toelichtende tekst.
Ter gelegenheid van de 70e verjaardag van Henk van Os in 2008, heeft een tiental vrienden artikelen geschreven over de collectie. Deze artikelen zijn gebundeld in een liber amicorum genaamd Avonturen met een collectie: ontdekkingen in de verzamelingen van Huis Bergh.
Een zeer bijzonder werk is een paneel (de aartsengel Gabriël) uit de wereldberoemde Maestà van Duccio. Het schilderij werd in de 19e eeuw aan de collectie van het kasteel toegevoegd. Verder bevinden zich in de collectie enkele werken uit de school van Jheronimus Bosch, waaronder een Bruiloft van Kana. Huis Bergh herbergt ook een uitzonderlijke collectie middeleeuwse handschriften.

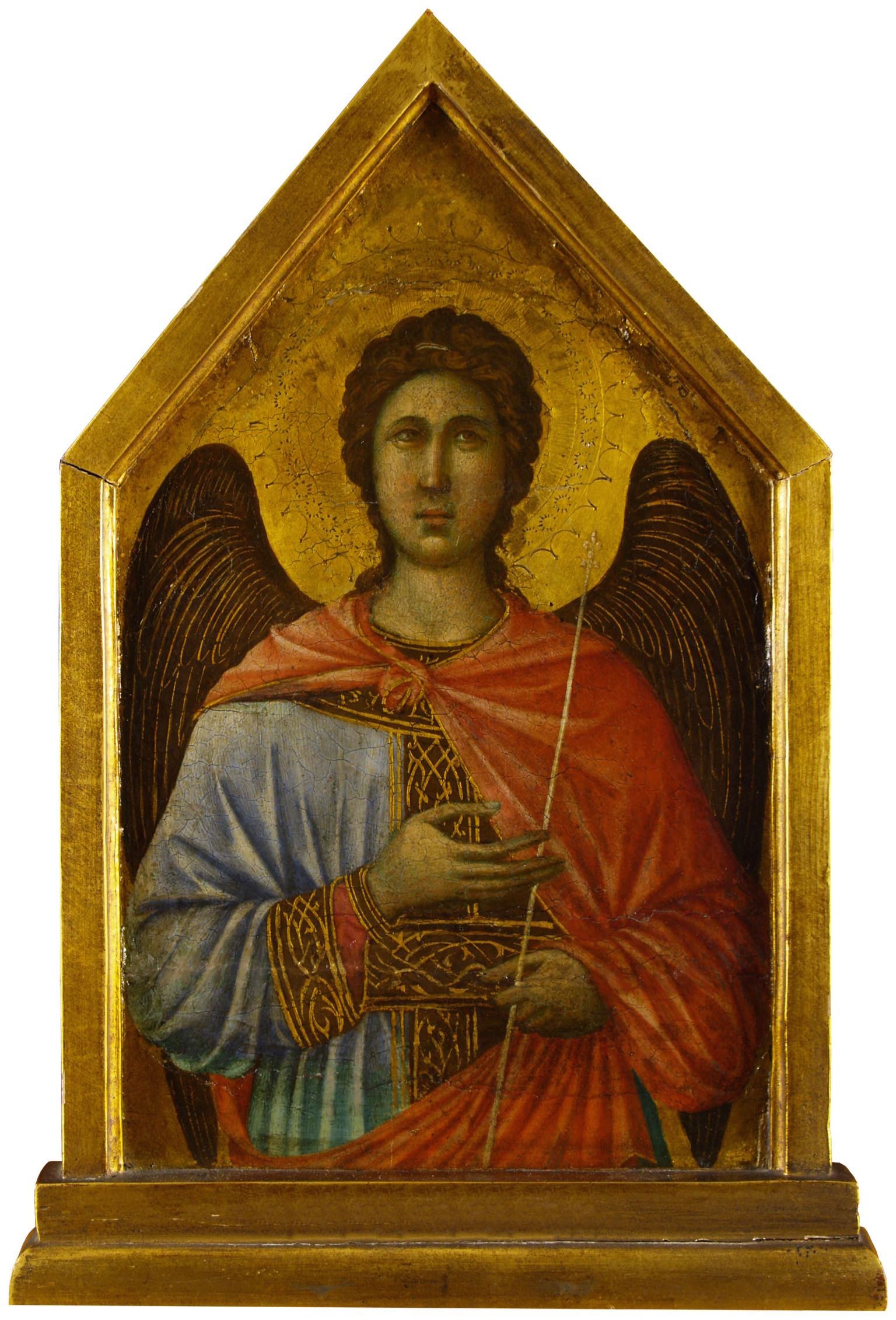
De aartsengel Gabriël van de Maesta van Duccio di Buoninsegna
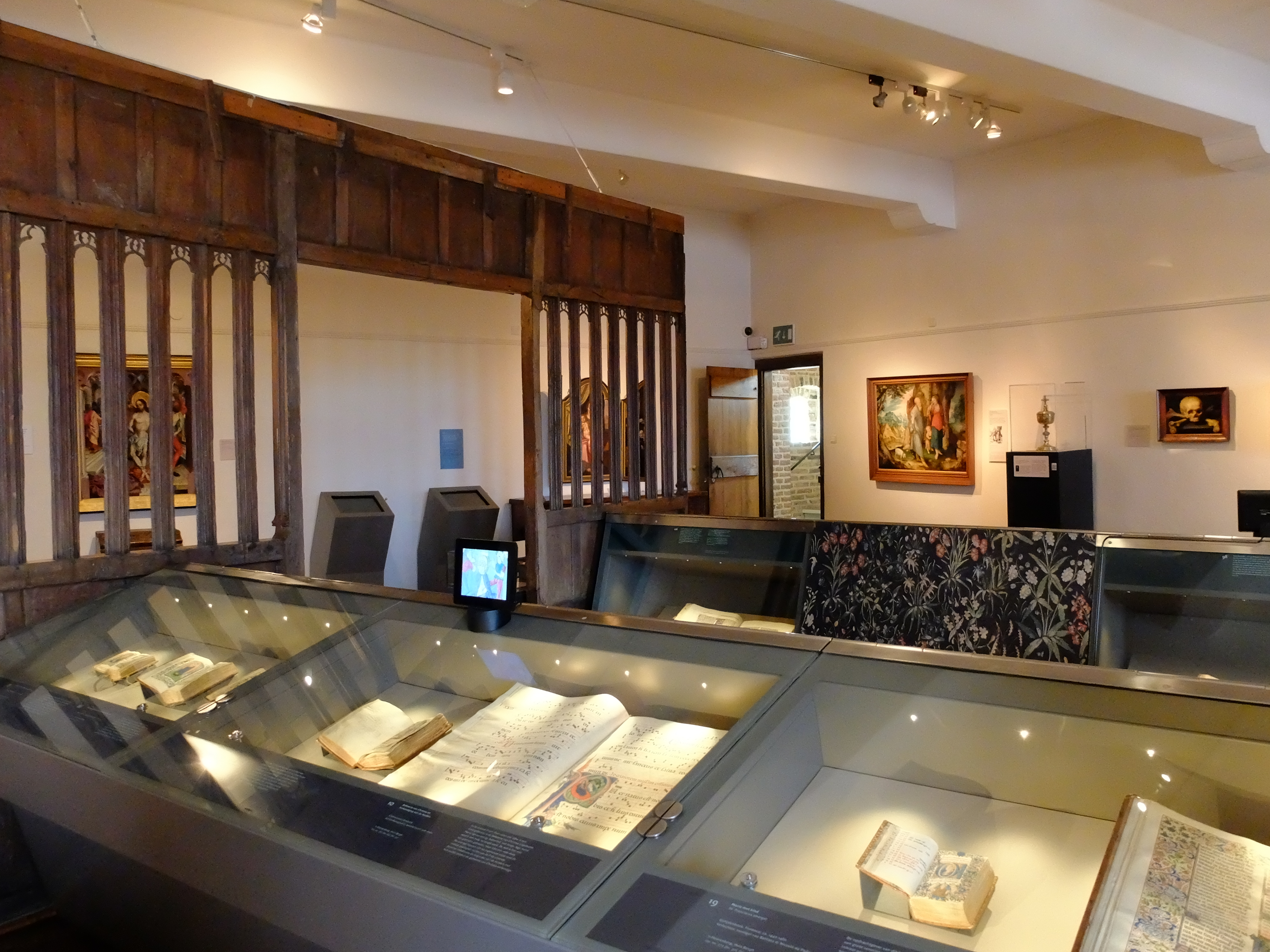
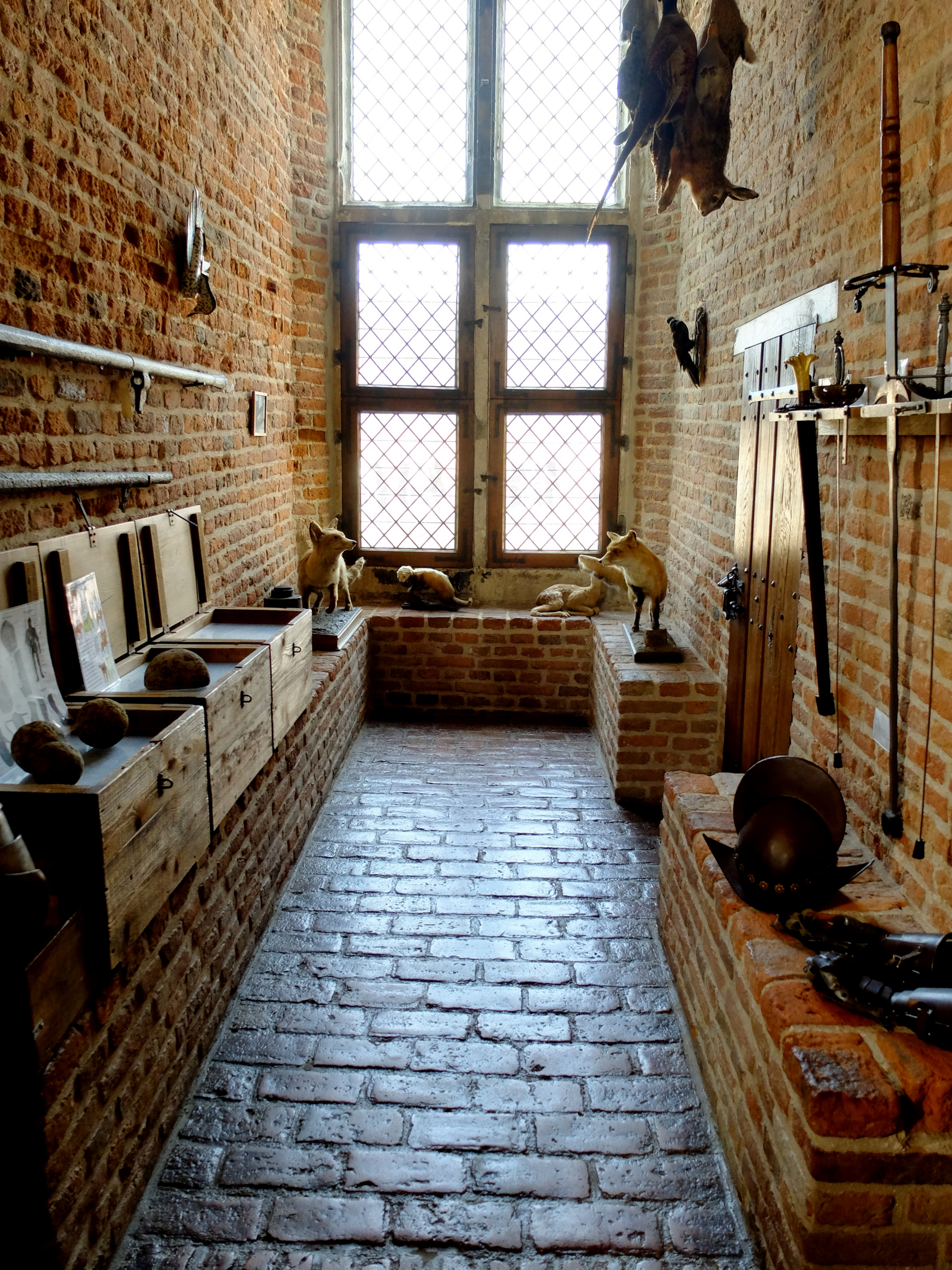

## Wetenswaardigheden

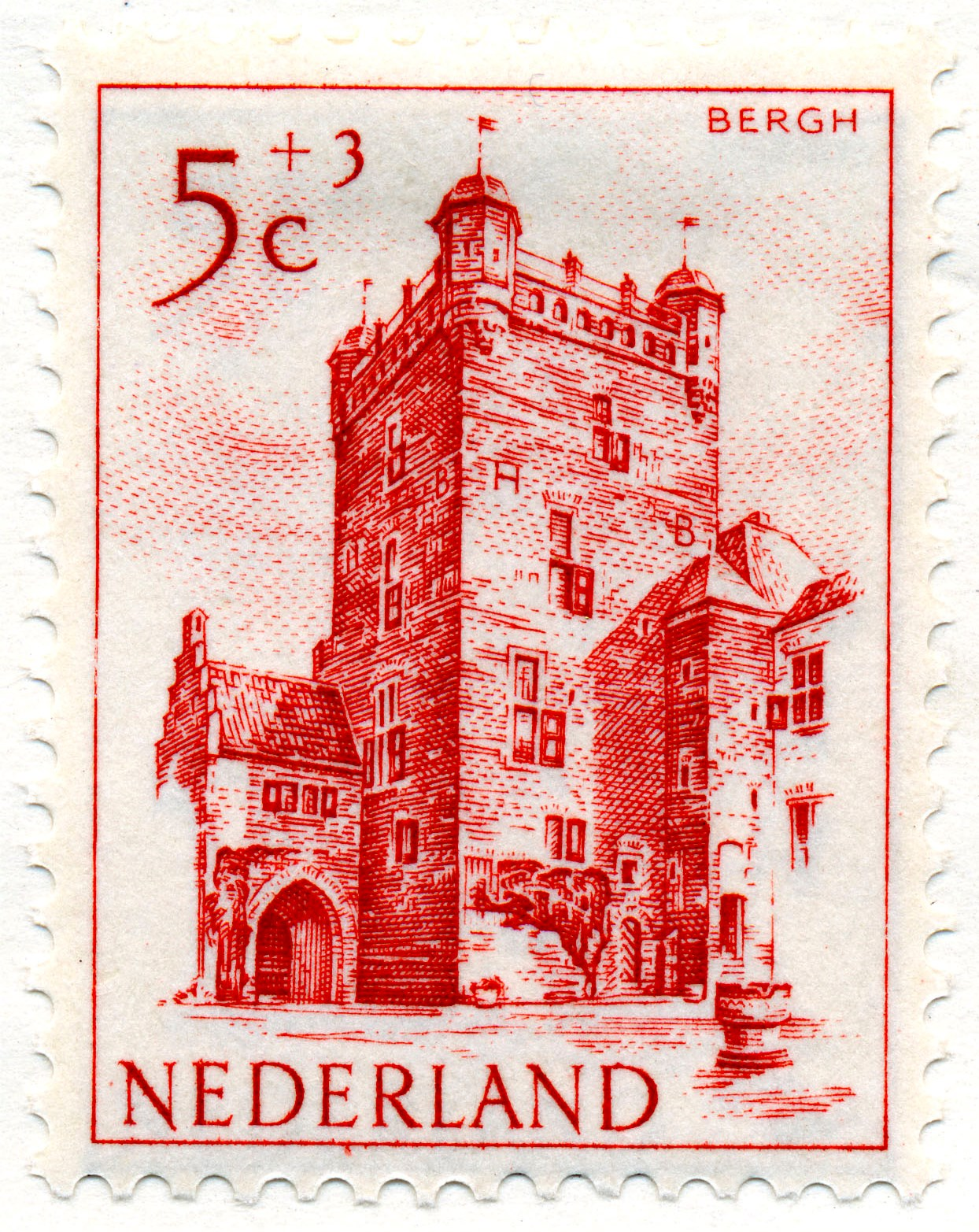
Zomerzegel 1951

- In de kasteeltuin en in de ontvangsthal worden regelmatig concerten gegeven.
- De Boetselaersborg, een kasteeltje nabij Huis Bergh, behoort tot de bezittingen van het kasteel.
- Juist ten westen van Huis Bergh ligt het parkbos de Plantage.
- In 2016 werd de tuin (soms wel de 'oudste tuin van Nederland' genoemd) teruggebracht in de staat van 1727.[5]
- Op het kasteel zijn sinds 2018 overnachtingen mogelijk, in de ronde toren en in de platte toren kan men ervaren hoe het is om op een kasteel te slapen

## Afbeeldingen

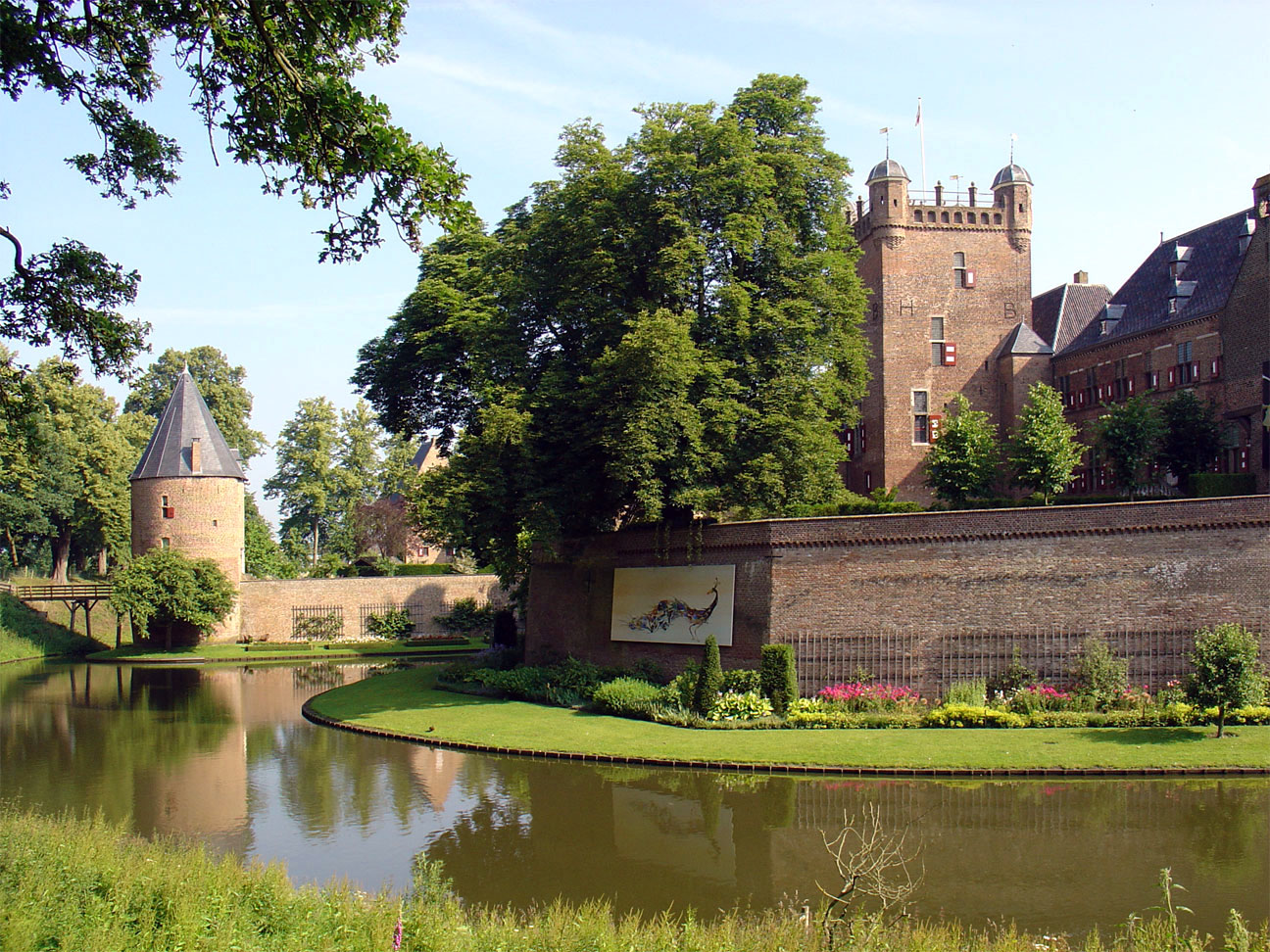
Huis Bergh
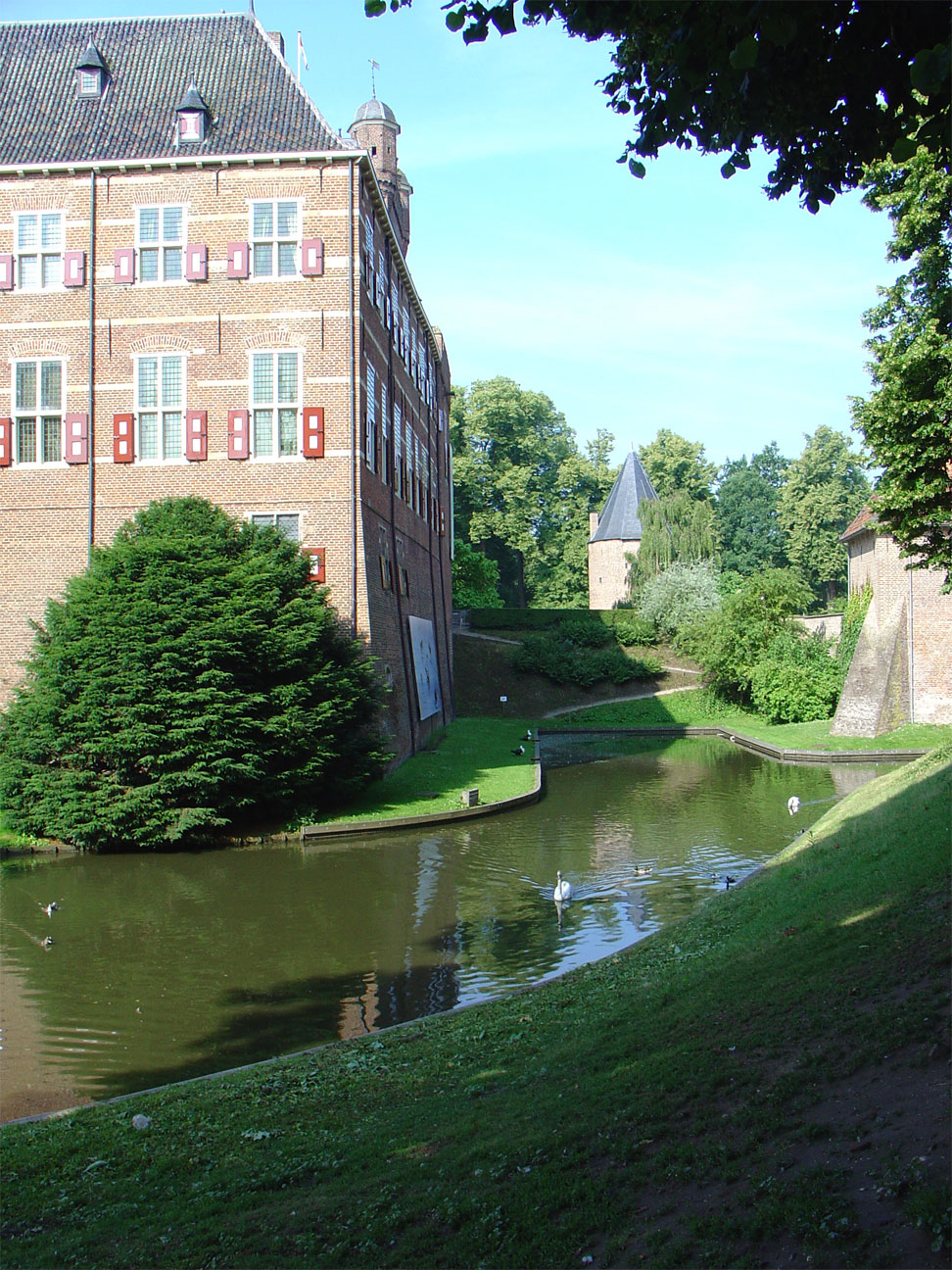
Gracht
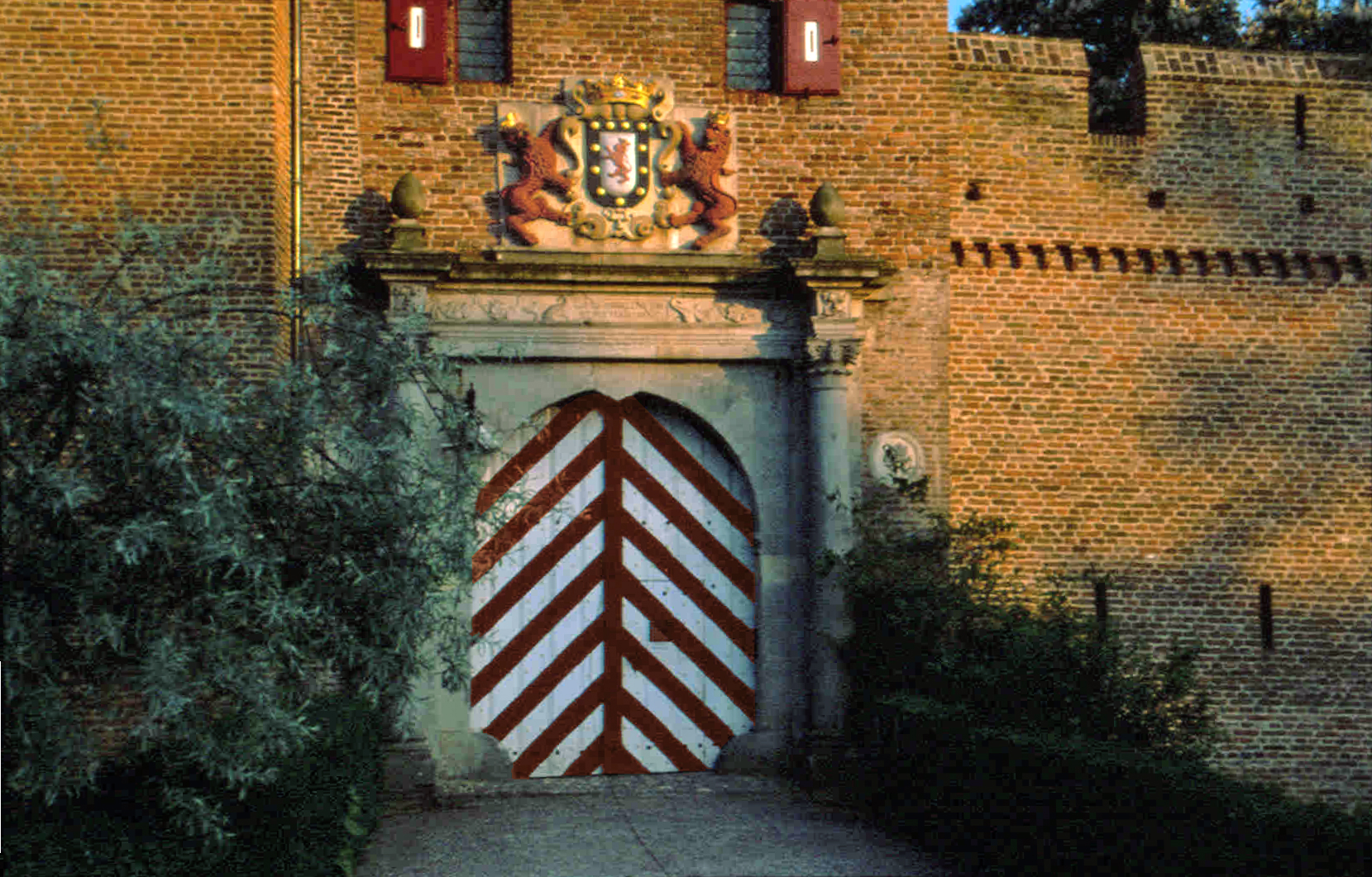
Poort van de kasteeltuin / toegang kasteel
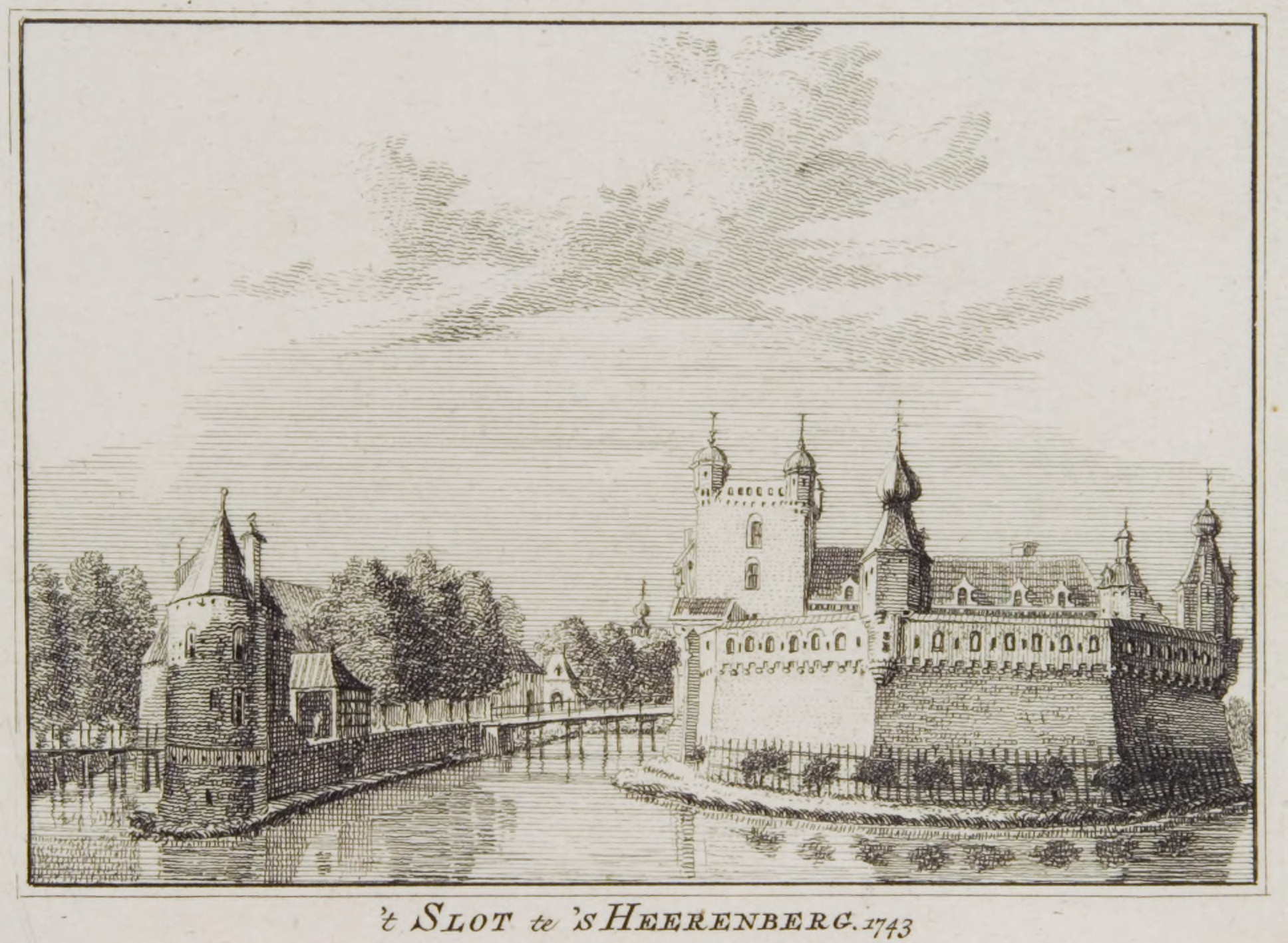
Huis Bergh in 1752

Aalst · Aardenburg · Acquoy · Aerdt · Agistaldaburg · Ahof · Aldenhaag · Aller · Ambe · Ammersoyen · Ampsen · Andelst · Angeroyen · Appelburg · Appelse walburg · Appeltern · Arler · Baak · Babberich · Baer · Baerle · Bakerbosch · Balgoij · Barlham · Batenburg · Beek · Beerenclaauw · Bemmel · Bevervoorde · Bergh · Biljoen · Bingerden · Blankenborg (Laren) · Blankenborg · Blauwe Huis · Blokhuis (Ravenswaaij) · Boelenham · Boetselaersborg · Borculo · Boswaai · Brakel · Den Brakel · Den Bramel · Bredevoort · Broekhuizen · Bronkhorst · Bruchem · Bruinhorst · Brunsberg · Bulkestein · Bunswaard · Burcht van Tiel · Buren · De Buurse · Byland · Byvanck · Caetshage · Camphuysen · De Cannenburch · de Cloese · Coldenhove · Culemborg · Dedinckweerd · Delwijnen · Didam · Diepenbroek · Hof te Dieren · Huis Dijck · Dikke Tinne · Doddendaal · Dodewaard · Doornenburg · Doornik · Doorwerth · Dooyenburg · Dorth · Doseburg · Drakenburg · Dreumel · Druten · Duivelshuis · Eerbeek · De Ehze · Elburg · Eldrik · Emmerik · Engelenburg · Groot Engelenburg · Engelrode · Enghuizen (Hummelo) · Enghuizen (Zevenaar) · Enspijk · De Essenburgh · Essenpas · Est · Fokkinck · Gameren · Geerestein · Geldermalsen · De Gelderse Toren · Geldersweerd · Gellicum · Gendt · Gennepestein · Glindhorst · Goudenstein · ‘s-Grevenhoef · Groot Hell · Groenlo · Groesbeek · Huis te Groesbeek · Grunsfoort · Gulden Spijker · Hackfort · Hackforts Veenhuis · Hagen · Hagevoort · Hamerden · Hanepol · Harreveld · Harslo · Hassink · Het Haveke · Hedel · Heeckeren · De Heegh · Hees · De Heest · Hellouw · Hemmen · Hernen · Motte van Hernen · Heumen · Heusden · Hoekelum · Hoekenburg · De Hoeve · De Hof · Hof d'Ooy · Hof van Arkel · Huis het Holt · Holthuis · Het Holtslag · Ter Horst · Houberg · St. Hubertus · Huissen · Hulhuizen · Hulkestein · Hulsen · Hunneschans bij De Duno · Hunneschans bij Uddel · Jonker Bloo · 't Joppe · De Kamp · Karssenberg · Kemnade · Keppel · Kermestein · Kernhem · Kervel · Kiefskamp · De Kinkelenburg · Klein Enghuizen · Kleverburg · Kortenhoeve · Laag Helbergen · Lakenburg · Landfort · Langen · Latenstein · De Lathmer · Lathum · Ter Lede · Leegpoel · Leemcuyl · Leeuwen · Leeuwenbergh · Lensenburg · Lent · Leur · Leuvenum · Leyenburg · Lichtenvoorde · Lievenstein · Loenen · Loevestein · Loil · Loowaard · Luynhorst · Hof te Maasbommel · Magerhorst · Malburgen · Malderburcht · Malsen · Manhorst · Marhulsen · De Marsch · Marveld · Mathena · Maurik · Medel · Medestein · 't Medler · Meinerswijk · De Mellard · Mensink · Mergelp · Meteren · 't Meyerink · Middachten · Millingen · Mussenberg · Nagelhorst · Nederhagen · Nederhemert · Neerijnen · Huis Neerijnen · De Nesch · Nettelhorst · Nieuwe Blokhuis ·  Nijburg · Nijenbeek · Old Putten · Notenstein · Nye Huis · Olde Spijker · Oldenaller · Oldenhof (Driel) · Oldenhof (Heteren) · De Ooij · Oolde · Oud Oolde · Oosterhout · Ophemert · Opijnen · Oud Ampsen · Oude Blokhuis · Het Oude Loo · Oude Voorst · Oudenborch · Oud-Wisch · Huis te Overasselt · Overeng · Overhagen · Overlaar · 't Oye · Palmestein · De Parck · Persingen · Plekenpol · Ploen · Pluimenburg · Poederoijen · Poelwijck · Poelwijk · De Pol (Dreumel) · Huis de Poll (Huis te Gietelo) · De Poll (Huissen) · Pollenbering · Pollenstein · Puttenstein · Het Raasink · Ravenhorst · De Rees · Ressen · Reuversweerd · Reygersfoort · Rhijnestein · Huis Rijswijk · Rode Toren · Roode Wald · Rosande · Rosendael · Rossum · Rumpt · Ruurlo · Rijsselt · Schadewijk · Schaffelaar · Scherpenzeel · Schoonbroek · Schoonderbeek · Schoonenburg · Schuilenburg · Schuilkerke · Hof te Seelbeek · Sevenaer I · Sevenaer II · Sinderen (Oude IJsselstreek) · Sinderen (Voorst) · Slangenburg · Sleeburg · Slimsijp · De Snor · Soelen · Spaansweerd · Spaldorp · Spijk · Staverden · Sterkenburg · Swanepol · Tarthorst · Teisterbant (Kerk-Avezaath) · Teisterbant (Kerkdriel) · Ter Dicke · Tolhuis · Tolhuis (Tiel) · Tollenburg · Tongerlo · Toren van Wely · Tuil · Ubbergen · Uilenburg (Ewijk) · Uilenburg (Heteren) · Ulenpas · Ulft · Upladen · Valburg · Valkhofburcht · Valkhofpalts · Vanenburg · Varik · Hof te Varsseveld · 't Velde · Velhorst · Verwolde · Vierakker · De Voorst · Voorstonden · Vorden · Vosbergen · Vredenburg · Vredestein (Driel) · Vredestein (Ravenswaaij) · Vuren · Waardenburg · Waddestein · Wadenoijen · Waede · Wageningen · Walfort · 't Waliën · De Wardt · Watergoor · Watermeerwijk · Wayenstein (Huis te Herwijnen) · Well (Huis van Malsen) · Weijenrade · Westenburg · Westerholt · Weurt · De Wiersse · Wijenburg (Echteld) · De Wildenborch · De Wildt · Wilp · Wilperhorst · Winssen · Wisch · Wychen · Wolfswaard · Woolbeek · Yrst · IJzendoorn · Zeeland · Zilveren Spijker · Zuilichem · Zwaluwenburg · Zwanenburg (Heerde) · Zwanenburg (Megchelen)